# Jonaki
Jonaki – kolonia w Polsce położona w województwie lubelskim, w powiecie janowskim, w gminie Janów Lubelski.
W latach 1975–1998 miejscowość położona była w województwie tarnobrzeskim.

## Historia
Jonaki lub Junaki także Janiki, wieś i folwark w powiecie janowskim, gminie Kaweczyn, parafii Janów. Spis urzędowy z 1872 r. podaje tylko nazwę: Janiki
.

W roku 1827 było tu 7 domów i 32 mieszkańców.